# Achim Kleist
Achim Kleist (né le 21 avril 1965 à Altötting) est un producteur de musique allemand.

## Biographie
Il fonde Syndicate Musicproduction en 1993. Il travaille avec Wolfgang von Webenau depuis 1997.
En 1999, ils produisent Lou Bega et le titre Mambo No. 5 puis l'album A Litte Bit Of Mambo.
Achim Kleist travaille comme producteur et compositeur avec des artistes comme No Angels, Compay Segundo, Max Raabe, Worlds Apart, DJ BoBo, Bro'Sis, DJ Ötzi, Feuerherz et Right Said Fred.

## Source de la traduction
- (de) Cet article est partiellement ou en totalité issu de l’article de Wikipédia en allemand intitulé « Achim Kleist » (voir la liste des auteurs).